# Ferula licentiana
Ferula licentiana är en flockblommig växtart som beskrevs av Hand.-mazz. Ferula licentiana ingår i släktet stinkflokesläktet, och familjen flockblommiga växter.

## Underarter
Arten delas in i följande underarter:
- F. l. licentiana
- F. l. tunshanica